# Lucas Paulos
Pour le professeur américain, voir John Allen Paulos.

a Compétitions nationales et continentales officielles uniquement.

b Matchs officiels uniquement.
Dernière mise à jour le 15 juin 2024.
Lucas Paulos, né le 9 janvier 1998 à Lomas de Zamora (Argentine), est un joueur international argentin de rugby à XV évoluant au poste de deuxième ligne.
Il joue en Top 14 pour l'Aviron bayonnais depuis 2023, après être passé par le CA Brive et les Jaguares, franchise argentine ayant participé au Super Rugby.

## Carrière

### En club
Lucas Paulos commence à jouer au rugby en Espagne à l'âge de cinq ans avec le club de Majadahonda dans la banlieue de Madrid. Il joue avec ce club jusqu'à ses quinze ans. En 2015, il rejoint le centre de formation du club français du Stade montois, avec qui il joue en Crabos et en Espoir.
Après deux saisons en France, il décide en 2017 d'aller jouer en Argentine, afin d'augmenter ses chances de pouvoir un jour représenter les Pumas au niveau international. Il rejoint alors l'Olivos RC, qui dispute la deuxième division du Tournoi de l'URBA.
En 2019, il est retenu avec la franchise des Jaguares pour disputer le Super Rugby,. Il fait son premier match le 11 mai 2019 contre les Highlanders,. Lors de sa première saison, il joue cinq matchs, dont trois titularisations. En 2020, il ne dispute que six rencontres, avant que la saison ne soit interrompue à cause de la pandémie de Covid-19.
Arrivé au CA Brive au début du mois de décembre 2020, en qualité de joker médical de Peet Marais alors indisponible pour de longs mois, il va rapidement s'intégrer et prolonger, d'abord, d'une année supplémentaire, puis jusqu'en 2024.
À la fin de la saison 2022-2023, Brive est relégué en Pro D2, et il décide de quitter le club pour rejoindre l'Aviron bayonnais où il signe un contrat de deux saisons,.

### En équipe nationale
Lucas Paulos joue pour l'équipe d'Espagne des moins de 18 ans en 2016, évoluant alors aux côtés du futur clermontois Samuel Ezeala.
Il représente ensuite l'équipe d'Argentine des moins de 20 ans lors des championnats du monde junior en 2017 et 2018.
En 2018, il joue avec l'équipe nationale réserve d'Argentine (Argentine XV) à l'occasion du Americas Pacific Challenge,.
En mai 2020, il est présélectionné avec les Pumas pour préparer les prochaines échéances internationales. En octobre 2020, il est sélectionné pour participer au Tri-nations en Australie. Il obtient sa première cape internationale le 28 novembre 2020 à l'occasion d'un match face à la Nouvelle-Zélande à Newcastle.
Initialement non-retenu pour disputer la Coupe du monde 2023, il est finalement appelé en cours de compétition, le 9 octobre 2023, en remplacement de Pablo Matera blessé. Il ne joue cependant aucun match lors de la compétition.

## Palmarès

### En club
- Finaliste du Super Rugby en 2019 avec les Jaguares.

## Statistiques
Au 15 juin 2024, Lucas Paulos compte 12 capes en équipe d'Argentine, dont deux en tant que titulaire, depuis le 28 novembre 2020 contre l'équipe de Nouvelle-Zélande à Newcastle,.
Il participe à deux éditions du Rugby Championship, en 2020 et 2023. Il dispute quatre rencontres dans cette compétition,.